# رما (موسیقی‌دان)
دیواین ایکوبور (انگلیسی: Divine Ikubor؛ متولد ۱ مه ۲۰۰۰) معروف به رِما (انگلیسی: Rema) خواننده، ترانه‌سرا و رپر اهل نیجریه است. او پس از انتشار آهنگ «دومبی» به شهرت رسید. در سال ۲۰۱۹، او قراردادی را با جونزینگ ورلد، یکی از شرکت‌های تابعه ماوین رکوردز امضا کرد.
در ۲۶ آگوست ۲۰۲۲، او ریمیکسی از آهنگ خود «آرام باش» را با سلنا گومز منتشر کرد که در شماره 5 در بیلبورد هات ۱۰۰ قرار گرفت.

## اوایل زندگی
دیواین ایکوبور در یک خانواده مسیحی در شهر بنین متولد شد. او در دوران دبیرستان با خوانندگی و رپ بزرگ شد. او تحصیلات ابتدایی و متوسطه خود را در گروه مدارس ایگیله، ایالت ادو گذراند. پدر و برادر بزرگترش فوت کرده‌اند و رما از مادرش مراقبت می‌کند.

## در فرهنگ
در سپتامبر ۲۰۲۰، آهنگ‌های رما در موسیقی متن فیفا ۲۱ گنجانده شد.